# Business To Manufacturing Markup Language
Die Business To Manufacturing Markup Language (B2MML) ist eine XML-Implementierung der ANSI/ISA 95 Standard-Familie (ISA-95), international bekannt unter der Bezeichnung ISO/IEC 62264. B2MML besteht aus einem Satz von Definitionen der ISA-95 Datentypen in Form von XML Schemata.
B2MML ist als gemeinsames Datenformat für die Kopplung zwischen Enterprise Resource Planning (ERP) und Materialwirtschaft (supply chain) zur Fertigungsebene ausgelegt.